# いたばし花火大会

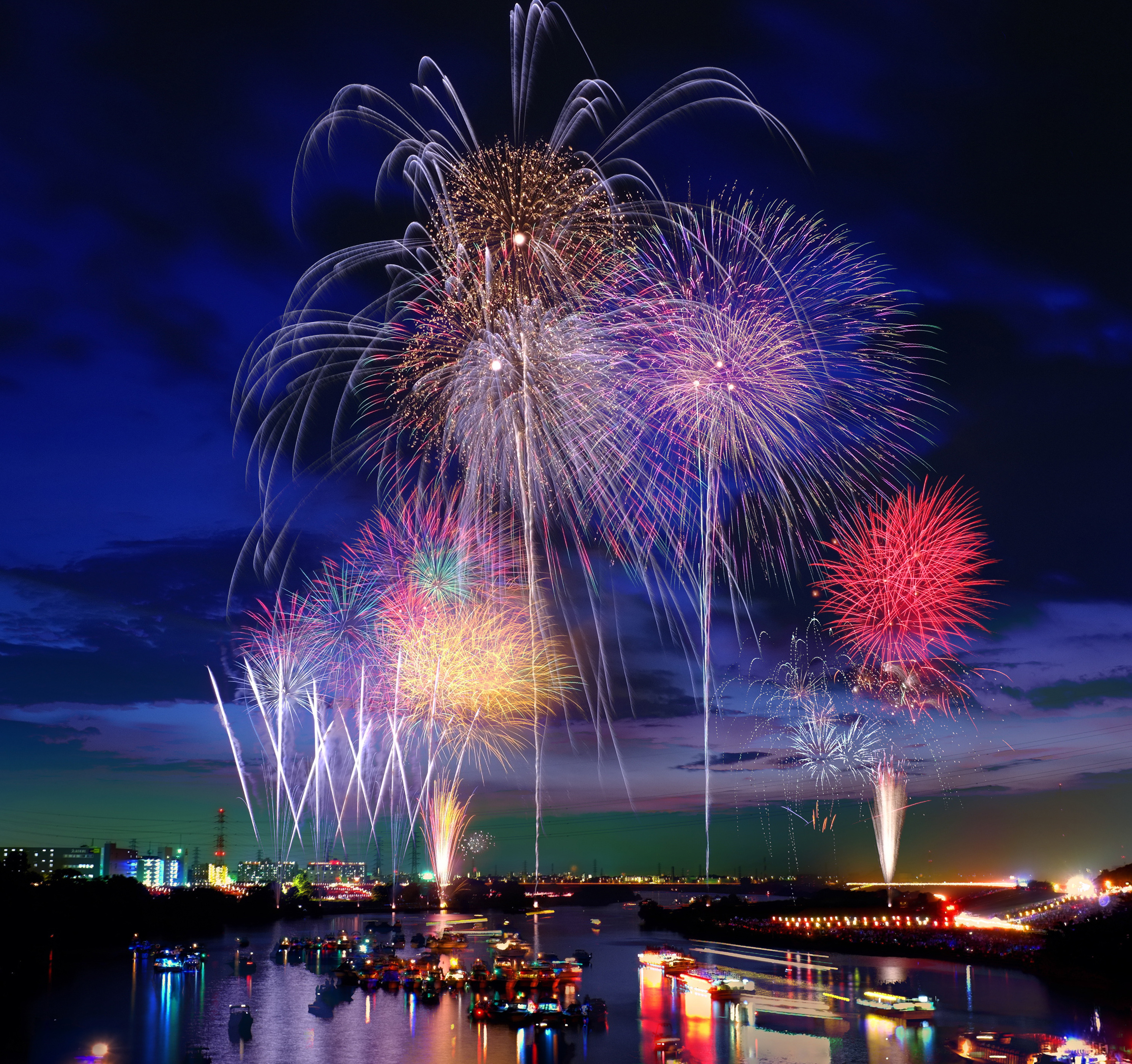
いたばし花火大会の全景

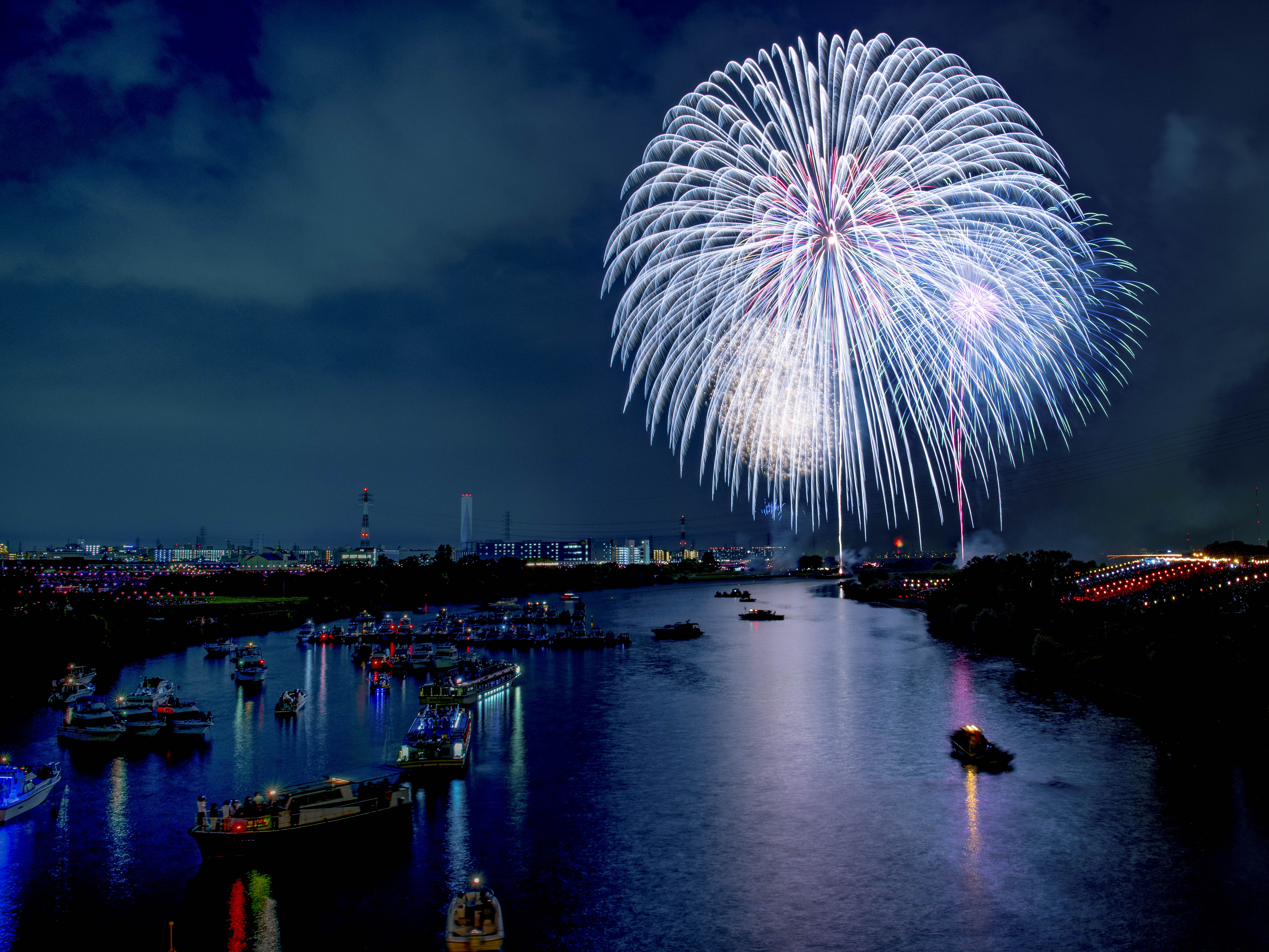
いたばし花火大会の全景（2017年8月5日）

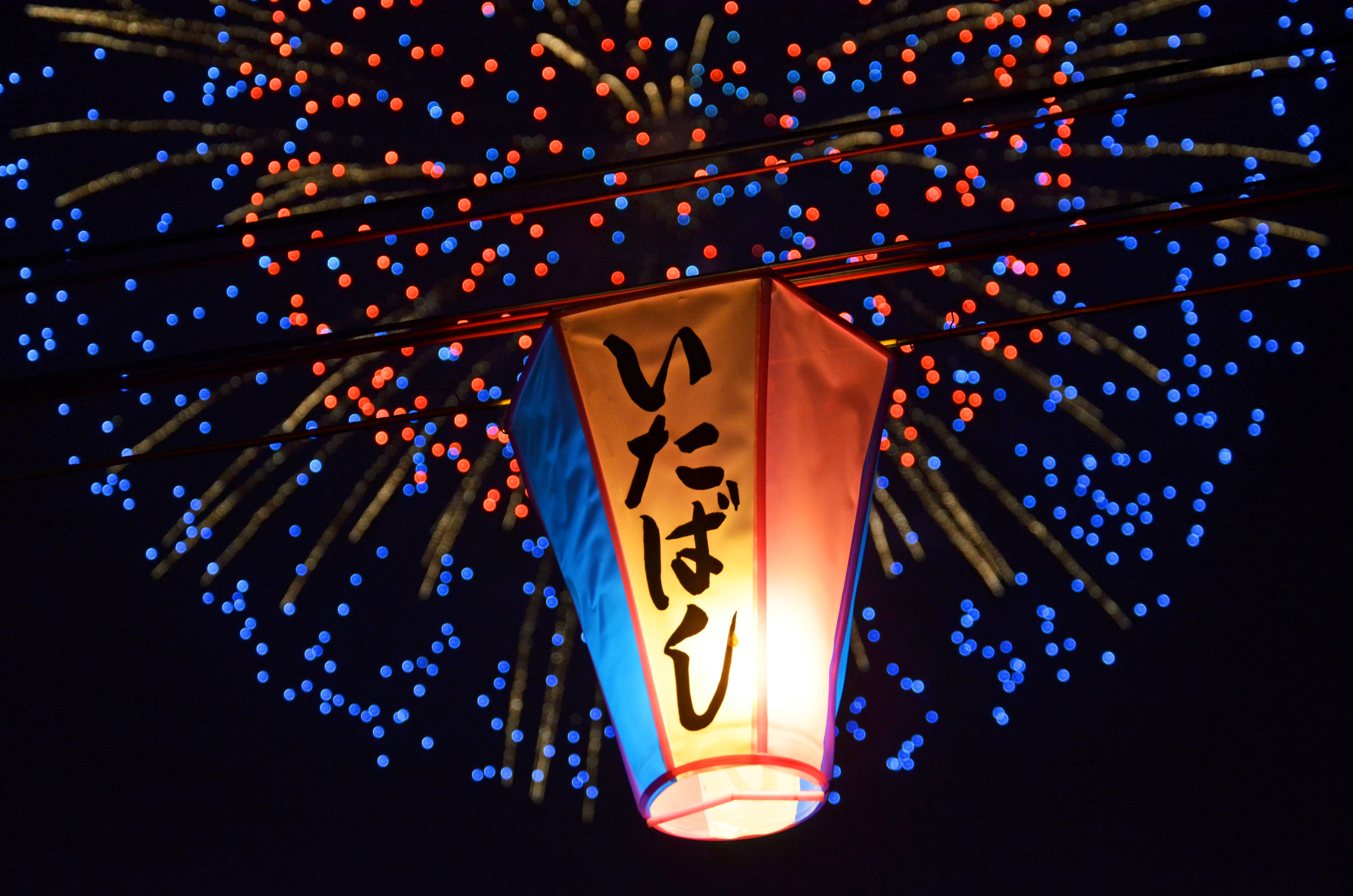
いたばし花火大会の提灯（2015年8月1日）

いたばし花火大会（いたばしはなびたいかい）は、毎年8月に東京都板橋区舟渡の荒川の戸田橋（国道17号、通称中山道の橋）上流の河川敷において行われる花火大会である。

## 歴史
かつての板橋
板橋原の記述のある『慶長見聞集』によると「昔は江戸近辺、神田の原より板橋まで見渡し、竹木は1本もなく、皆野らなりし。」とあり、江戸初期まで広漠たる原野であった。天正18年（1590年）8月、徳川家康が関東の領主として江戸入城の頃は、江戸は寂れた宿町だったとの記録がある。家康は江戸城の守りを固めるために要の土地と屋敷を与え、睨みを利かせていた。幕府の参勤交替制により、大名は一年宛領地と江戸で交互に暮らし、幕府は大名や旗本などに邸宅地を与え、本邸は江戸城周辺近くに、その外に身分に応じ中屋敷を、更に都心から離れた地に下屋敷を営んだ。
加賀国金沢の城主前田氏は、尾州、紀州、水戸の御三家に次ぐ席次を保った。本邸は本郷にあり、下屋敷は下板橋宿に与えられ、中山道によって領地と往復した。下屋敷は延宝7年（1679年）2月、6万坪を賜わり、延宝8年（1680年）に幕府に廃地10万坪を返上し、替地として接する平尾の土地14万坪を与えられた。その後、天和3年（1683年）、21万7千9百坪に拡張して明治維新に至った、下屋敷は現在の板橋六、七丁目で石神井川に至る広大なものだった。
天保に花火大会
花火を日本で最初に観たのは徳川家康という定説がある、『駿府政事録』によれば「慶長18年（1613年）8月3日、明国の商人がイギリス人を案内して駿府城に徳川家康を訪ね、家康に城の二の丸で花火を供覧した。」との記述がある。板橋の花火の始まりは古く、第12代藩主・前田斉泰の日記『温敬公日記』によれば、天保4年（1833年）6月27日に、「江戸の前田家下屋敷である板橋の平尾邸に於いて「大花火」が開催され斉泰一行が見物した」という記録がある。花火見物には、斉泰、溶姫（斉泰の奥方）、真龍院（斉泰の母親）らが一緒し、本邸である本郷邸上屋敷（現・東京大学の敷地）を午後1時過ぎに出発して、下屋敷のある平尾邸（下板橋宿）を訪れて花火見物を終え上屋敷には午後9時に帰宅した。
平尾邸は、広大な敷地に池泉回遊式の大庭園があり、藩主一家やその親族だけしか使えない場所で、散策・鷹狩・園遊会・花火などが行われ、花火見物は前田家の人と関係者だけに限られていた。大花火見物当日は、庭園の築山に造られた庭全体が見渡せる舟山亭（現・板橋三丁目付近）に席を設け、昼は重箱の料理やお酒を楽しみ、夜は大規模な打上花火を見物した。また「先例に従って拝見を承け届ける」と記録にあることから、天保4年以前、既に平尾邸に於いて花火が催されていたと考えられる。大花火には、藩主一家に加えて、平尾邸に在住の定番足軽たちと、その家族も大花火の拝見を願い出ている。平尾邸が宿場に隣接していたことから、板橋宿の人たちも前田家の下屋敷で鳴響く大花火の音や、打ち上がる花火を見ることが出来た。
花火大会の設立
1950年（昭和25年）4月、埼玉県北足立郡戸田町（現・戸田市）の一部約0.2 km2が板橋区に編入され、舟渡三丁目（現・舟渡四丁目の一部、戸田葬祭場付近）となった。これを記念して開催された戸田橋花火大会が元となり1952年（昭和27年）より共同開催となった。第1回大会は、1951年 (昭和26年）に後援として参加した大会となる。戸田側では「戸田橋花火大会」）が同日開催される。
花火大会の名称が変わり、1960年 (昭和35年) の第10回大会までは「戸田橋花火大会」、1978年 (昭和53年) の第20回大会までは「区民納涼花火大会」（この間、1965年 - 1972年 (昭和40 - 47年)）の8年間は地下鉄乗入れ工事による交通事情の悪化などのため中断した）、1987年（昭和62年）の第29回大会までは「板橋花火大会」、そして1988年（昭和63年）の第30回大会からは「いたばし花火大会」となり現在に至っている。
1993年（平成5年）第35回大会には、会場となる荒川河川敷の土手を階段状に整備がされた。花火は年々内容が充実し、尺五寸玉・スターマイン・大ナイアガラの滝をはじめとする打上げ花火約6,000発などが観られる。同時開催の対岸戸田市との総打上げ数は約13,000発となる。本大会の名物は、長さ700 mにわたる網仕掛（ナイアガラ）である。2003年（平成15年）からは有料指定席が導入された。
近年は毎年8月第1土曜日の開催が定着している。2010年 (平成22年) 現在は戸田橋花火大会との合計で約11,000発ほどが打ち上げられる。現在ではいわゆる東京三大花火大会に迫る規模の花火大会となっており、「伝統の隅田川」に対する「実力のいたばし」との別称もある。
「第64回いたばし花火大会」の見所
- 戸田橋花火大会（埼玉県戸田市など主催）と同日開催し、過去最多の打上数となる約1万3千発の花火が夜空を彩る[2]。
- 都内最大の「尺五寸玉」の打上 - 上空400 mで直径360 mの大輪の花火と、尺五寸玉の「超巨大モンスターボール」花火[2]。
- 「ワイドスターマイン」の増発 - 5カ所同時打上や、フィナーレに「天空のナイアガラ」[2]。
- 関東最長級の「大ナイアガラの滝」 - 700 mの仕掛け花火による壮大な光の滝[2]。

## 開催記録
- 第1回 - 1951年（昭和26年）8月18日、戸田橋花火大会に板橋区が後援として参加。
- 第2回 - 1952年（昭和27年）8月16日、板橋区と旧戸田町の共催に変更。
- 第10回 - 1960年（昭和35年）、この年まで「戸田橋花火大会」の名称で開催。
- 第11回 -  1961年（昭和36年）、板橋区側は「区民納涼花火大会」と名称を変更。戸田橋花火大会と同日開催を継続。
- 1965年 〜 1972年（昭和40 - 47年）、交通事情の悪化のため開催中断。
- 第20回 - 1978年 (昭和53年)、この年まで「区民納涼花火大会」の名称で開催。
- 第29回 - 1987年 (昭和62年)、この年まで「板橋花火大会」の名称で開催。
- 第30回 - 1988年（昭和63年）、この年から「いたばし花火大会」に名称を変更。
- 第35回 - 1993年（平成5年）、荒川河川敷の土手を階段状に整備。
- 第45回 - 2003年（平成15年）、有料指定席を設置。
- 第53回 - 2011年（平成23年）4月18日、東日本大震災（東北地方太平洋沖地震）を考慮し開催中止[10][11]。
- 第61回〜第63回 - 2020年（令和2年）、2020年東京オリンピック開催の為5月23日開催に変更予定だったが、新型コロナウイルス感染症 (COVID19)の流行の影響を受け中止[12]。さらに2021・2022年 (令和3・4年)も同様。
- 第64回 - 2023年（令和5年）8月5日午後7時〜午後8時30分、過去最多の打上数約1万3千発、都内最大の「尺五寸玉」の打上、700 mの 関東最長級の「大ナイアガラの滝」だったが、開催中に「大ナイアガラの滝」の花火が枯れ葉に引火し2000平米が燃える火事になり中止[13]。

## アクセス・交通規制
会場内に駐車場や駐輪場は無い、大会中は会場周辺道路は車両の乗り入れが禁止されるため、板橋区は公共交通機関での来場を奨めている。
- 会場マップ[14]

最寄駅
- JR埼京線浮間舟渡駅、都営地下鉄三田線西台駅・蓮根駅・高島平駅の各駅から徒歩約30分である。
- 東武東上本線東武練馬駅・成増駅から国際興業バスの路線バスが出ている。[15]
- 川越線・東京臨海高速鉄道りんかい線、都営地下鉄三田線、国際興業バスは臨時ダイヤを編成している[16][17][18]。

交通規制
- 交通規制マップ[19]

## 注意点
陸上競技場・野草広場・芝生広場・硬式・軟式野球場では「退場規制」が行われ、大会終了後約15分間退場が不可能となるほか、会場周辺の交通規制エリア内ではドローンの持ち込み・飛行が禁止される。また、平面席として使用している道路は緊急用河川敷道路であるため、災害発生時は速やかな退去が必要である。さらに会場周辺では携帯電話が繋がりにくくなることにも留意が必要である。